# Sam C. Massingale

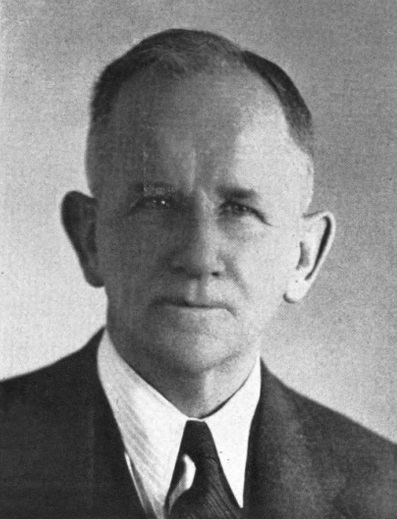
Sam C. Massingale

Samuel Chapman Massingale (* 2. August 1870 in Quitman, Clarke County, Mississippi; † 17. Januar 1941 in Washington, D.C.) war ein US-amerikanischer Politiker. Zwischen 1935 und 1941 vertrat er den siebten Wahlbezirk des Bundesstaates Oklahoma im US-Repräsentantenhaus.

## Werdegang
Sam Massingale besuchte die öffentlichen Schulen seiner Heimat und danach die University of Mississippi in Oxford. Im Jahr 1887 zog er nach Fort Worth in Texas. Nach einem Jurastudium und seiner 1895 erfolgten Zulassung als Rechtsanwalt begann er in Cordell im Washita County in seinem neuen Beruf zu arbeiten. Während des Spanisch-Amerikanischen Krieges war Massingale Soldat der US Army.
Politisch schloss sich Massingale der Demokratischen Partei an. Im Jahr 1902 wurde er Mitglied des Regierungsrates im Oklahoma-Territorium. Bei den Kongresswahlen des Jahres 1906 kandidierte er erfolglos für einen Sitz im US-Repräsentantenhaus. Danach nahm er eine fast 20-jährige politische Auszeit, während der er seinen privaten Interessen nachging und als Rechtsanwalt arbeitete.
1934 kehrte Massingale auf die politische Bühne zurück und sicherte sich im siebten Distrikt von Oklahoma den Wahlsieg für einen Sitz im US-Repräsentantenhaus. Dort löste er am 3. Januar 1935 James V. McClintic ab, den er in den Vorwahlen seiner Partei geschlagen hatte. Bei den Wahlen der Jahre 1936, 1938 und 1940 wurde er jeweils in seinem Mandat bestätigt. Seine letzte Amtszeit begann am 3. Januar 1941. Sam Massingale starb bereits zwei Wochen später am 17. Januar 1941. Er wurde in Cordell beigesetzt. Sein Sitz fiel nach der notwendig gewordenen Nachwahl an Victor Wickersham.